# Johannes Benkner (városbíró, ?–1528)
Idősebb Johannes Benkner, magyarosan Benkner János (? – Körösbánya, 1528. július 22.) szász kereskedő, Brassó kapitánya majd bírója. Sokrétű tevékenységet folytatott szülővárosának szolgálatában; érdemeiért kétszer emelték nemesi rangra.

## Származása
A korabeli források nem értenek egyet a brassói Benkner család eredetével kapcsolatban. Egyes feljegyzések szerint már 1203-ban is élt egy városalapító Johannes Benkner, azonban ez nyilván egy fiktív genealógia eleme. Egy krónika a 15. században két Johannes Benknert is említ, a számadásokban és egyéb okmányokban azonban nem jelennek meg, így létezésük kétséges.
Maguk a városi számadások 1480-ban említenek először egy Christian Benkner városi tanácsost és kereskedőt, és a történészek őt tekintik a dinasztia alapítójának. A következő generációt illetően azonban ismét ellentmondanak egymásnak a források. Erich Jekelius kutatásai szerint az 1528-ban elhunyt Johannes Benkner városbíró Christian unokája, míg Gernot Nussbächer monográfiája alapján Christian fia volt.

## Élete és munkássága
Idősebb Johannes Benknert legelőször 1494-ben említik a hivatalos okmányok mint a Corporis Christi-fertály egyik legnagyobb adót fizető – vagyis egyik legtehetősebb – polgárát. Háza a Szentlélek utcában volt, közel a Szentlélek-kapuhoz. Egy 1503-as számadás szerint főként kereskedelemmel foglalkozott; keleti szövetekkel, szőnyegekkel, fegyverekkel kereskedett a havasalföldi és debreceni vásárokon. Egy alkalommal Fogarason börtönbe vetették, de a brassóiaknak sikerült kiszabadítaniuk.
1504-ben a főtéri, úgynevezett Benkner-ház tulajdonosaként említik. 1505-ben a városi tanács tagja lett, és többször megbízták a Catharinae-fertály adóinak beszedésével. 1510-ben városi kapitány (Stadthann), majd 1511 és 1523 között nyolcszor választották városbírónak (Stadtrichter): 1511–1513 között, 1515-ben, 1517–1518 között, 1521-ben és 1523-ban (egyes források szerint 1525–1526 között is). Városbíróként Benkner sokrétű tevékenységet folytatott szülővárosának szolgálatában; a szász univerzitással, az erdélyi vajdával és a magyar királyi udvarral folytatott tárgyalásai során mindig Brassó érdekeit képviselte, megerősítette a kapcsolatokat Moldvával és Havasalfölddel, újjáépíttette a városházát, ágyúkat vásárolt a város számára, és több céhnek új szabályzatot határozott meg.
A városbírói tisztségek ellátása mellett kereskedői tevékenységét is folytatta. Utazásainak köszönhetően szoros kapcsolatot alakított ki Tomori Pál fogarasi várnaggyal és kalocsai érsekkel; őszinte barátságuk hosszú évekig tartott. Tomori Pál 1509 elején egy Abaúj vármegyei Papipuszta melletti nemesi kúriát adományozott Benknernek és leszármazottjainak, és az adományt II. Ulászló magyar király is megerősítette. Ugyanebből az alkalomból II. Ulászló nemesi rangra emelte Johannes Benknert az ő és az apja szolgálataiért és érdemeiért, és címert adományozott neki; ezen kék mezőben arany korona látható, melyből egy lándzsával átszúrt nyakú ezüst szarvas emelkedik ki.
1517 novemberében II. Lajos is nemesi rangra emelte Benknert, ugyancsak érdemeire és szolgálataira hivatkozva, és új címert adományozott neki, mely vörös alapon levélkoronából kiemelkedő griff látható. Az oklevél leírása szerint a korona Benkner hűségét, a griff pedig buzgalmát jelképezi. Ellentétben az 1509-essel, az 1517-es oklevél nemcsak Johannes Benknernek, hanem összes leszármazottjának is nemesi rangot és címert adott.
Ebben az időszakban a térségben politikai felfordulás dúlt, és a török támadás is küszöbön állt. Benkner többször is kiküldött kémeket, hogy tájékoztassák a brassói tanácsot a törökök mozgásairól. Ezen eseményekkel kapcsolatban keletkezett Neacșu levele, melyet a román nyelv első írott emlékeként tartanak számon: az 1521 júniusában keletkezett levélben Neacșu Lupu câmpulungi bojár tájékoztatta Johannes Benknert, hogy I. Szulejmán elhagyta Szófiát és felfelé indult a Dunán. A helyzet komolyságának köszönhetően Benkner 1521 júliusában Neagoe Basarab havasalföldi fejedelemhez utazott, hogy megvitassák a szükséges politikai intézkedéseket. Az eredmény kedvező volt a város számára; a törökök megkímélték a Barcaságot, valószínűleg Basarab közbenjárásának köszönhetően.
A mohácsi csata után Erdély gyakorlatilag önálló állammá vált. Brassót nem érintette a háború és a város töretlenül fejlődött; megerősítették a védműveket, megjelentek az első emeletes házak, befejezték a városháza újjáépítését, szabályozták a környék folyóit.
A Magyar Királyság szétesése után a szászok a Habsburgok mellé álltak. 1528-ban a brassóiak küldöttséget menesztettek Prágába, hogy Ferdinánd király megerősítse a város kiváltságait. A küldöttséget az akkori városbíró, Lukas Hirscher vezette; vele volt Johannes Benkner korábbi városbíró, Nicolaus Pictor jegyző, és Johannes Fuchs, Antonius Aurifaber, Johannes Gold tanácsosok. Küldetésük sikeres volt, de a visszaúton, Körösbánya közelében útonállók támadták meg őket, és Benkner életét vesztette.

## Családja
Legidősebb fia, ifj. Johannes Benkner, szintén Brassó városbírójaként szolgált. Peter Benknert és Michael Benknert 1533-ban, illetve 1539-ben említik mint a főtéri Benkner-ház örököseit. A számadásokban 1533-ban megjelenik Marcus Benkner centumvir, aki kereskedőként testvérével, Peterrel együtt dolgozott; 1535-ben Jacobus, 1537-ben Paul, 1538-ban Michael Benkner. A család egy másik tagja, Paulus Benkner a bécsi egyetemen tanult, majd 1527–1535 között brassói plébános volt.